# Bazoches-lès-Bray
Bazoches-lès-Bray is een gemeente in het Franse departement Seine-et-Marne (regio Île-de-France) en telt 778 inwoners (2004). De plaats maakt deel uit van het arrondissement Provins.

## Geografie
De oppervlakte van Bazoches-lès-Bray bedraagt 22,4 km², de bevolkingsdichtheid is 34,7 inwoners per km².
De onderstaande kaart toont de ligging van Bazoches-lès-Bray met de belangrijkste infrastructuur en aangrenzende gemeenten.

## Demografie
Onderstaande figuur toont het verloop van het inwonertal (bron: INSEE-tellingen).